# Lätt flugvikt i boxning vid olympiska sommarspelen 1976
Resultat från boxning vid olympiska sommarspelen 1976 och herrarnas lätta flugvikt. Boxarna vägde under 48 kg. Tävlingarna arrangerades i Montréal.

## Medaljörer
| Klass         | Guld                   | Silver                  | Brons                                                      |
| Lätt flugvikt | Jorge Hernández · Kuba | Byong Uk Li · Nordkorea | Payao Pooltarat · Thailand Orlando Maldonado · Puerto Rico |

## Resultat

### Första rundan
| Vinnare                       | Resultat      | Förlorare                |
| Första rundan                 | Första rundan | Första rundan            |
| ----------------------------- | ------------- | ------------------------ |
| Armando Guevara (VEN)         | 5-0           | Eduardo Baltar (PHI)     |
| Li Byong-Uk (PRK)             | KO-1          | Sidney McKnight (CAN)    |
| Henryk Średnicki (POL)        | 5-0           | Luis Curtis (USA)        |
| Aleksandr Tkachenko (URS)     | RSC-1         | Eleoncio Mercedes (DOM)  |
| Payao Poontarat (THA)         | 4-1           | Remus Cosma (ROM)        |
| Serdamba Batsuk (MGL)         | RSC-3         | Enrique Rodríguez (ESP)  |
| György Gedó (HUN)             | KO-2          | Said Bashiri (IRN)       |
| Orlando Maldonado (PUR)       | WO            | Lucky Mutale (ZAM)       |
| Brendan Dunne (IRL)           | RSC-2         | Noboru Uchizama (JPN)    |
| Said Mohamed Abdelwahab (EGY) | KO-1          | José Leroy (FRA)         |
| Héctor Patri (ARG)            | WO            | Alodji Edoh (TOG)        |
| Chan-Hee Park (KOR)           | DSQ-3         | Abderahim Najim (MAR)    |
| Alican Az (TUR)               | WO            | Stephen Muchoki (KEN)    |
| Jorge Hernández (CUB)         | RSC-3         | Beyhan Fuchedzhiev (BUL) |
| Zoffa Zarawi (PNG)            | WO            | Venostos Ochira (UGA)    |

### Andra rundan
| Vinnare                 | Resultat     | Förlorare                     |
| Andra rundan            | Andra rundan | Andra rundan                  |
| ----------------------- | ------------ | ----------------------------- |
| Armando Guevara (VEN)   | 5-0          | Dietmar Geilich (GDR)         |
| Li Byong-Uk (PRK)       | 3-2          | Henryk Średnicki (POL)        |
| Payao Poontarat (THA)   | 3-2          | Aleksandr Tkachenko (URS)     |
| György Gedó (HUN)       | 5-0          | Serdamba Batsuk (MGL)         |
| Orlando Maldonado (PUR) | KO-1         | Brendan Dunne (IRL)           |
| Héctor Patri (ARG)      | WO           | Said Mohamed Abdelwahab (EGY) |
| Chan-Hee Park (KOR)     | 5-0          | Alican Az (TUR)               |
| Jorge Hernández (CUB)   | KO-3         | Zoffa Zarawi (PNG)            |

### Kvartsfinaler
| Vinnare                 | Resultat      | Förlorare             |
| Kvartsfinaler           | Kvartsfinaler | Kvartsfinaler         |
| ----------------------- | ------------- | --------------------- |
| Li Byong-Uk (PRK)       | 3-2           | Armando Guevara (VEN) |
| Payao Poontarat (THA)   | 4-1           | György Gedó (HUN)     |
| Orlando Maldonado (PUR) | 5-0           | Héctor Patri (ARG)    |
| Jorge Hernández (CUB)   | 3-2           | Chan-Hee Park (KOR)   |

### Semifinaler
| Vinnare               | Resultat    | Förlorare               |
| Semifinaler           | Semifinaler | Semifinaler             |
| --------------------- | ----------- | ----------------------- |
| Li Byong-Uk (PRK)     | RSC-2       | Payao Poontarat (THA)   |
| Jorge Hernández (CUB) | 5-0         | Orlando Maldonado (PUR) |

### Final
| Vinnare               | Resultat | Förlorare         |
| Final                 | Final    | Final             |
| --------------------- | -------- | ----------------- |
| Jorge Hernández (CUB) | 4-1      | Li Byong-Uk (PRK) |